# Данай Гуріра
Дана́й Гурі́ра (англ. Danai Gurira; 14 лютого 1978, Айова, США) — американська акторка і драматургиня, найбільш відома за роллю Мішон у телевізійному серіалі «Ходячі мерці». Як драматургиня є володаркою премій «Драма Деск» і «Обі», номінанткою премії «Тоні».

## Життєпис
Данай Гуріра народилася 14 лютого 1978 року в Гриннеллі (Grinnell), штат Айова, США. Батьки, Жозефін і Роджер Гуріра (Josephine & Roger Gurira), були емігрантами із Зімбабве. Має двох старших сестер, Шингаї (Shingai) та Чоні (Choni), і старшого брата, Таре (Tare). Вільно володіє англійською, французькою мовами, а також африканськими мовами банту — коса і шона. Ім'я «Данай» останньою означає «взаємна любов».
Батько викладав хімію в коледжі Гриннелла, проте 1983 року сім'я повернулася до Африки, де проживала в місті Хараре і де Данай навчалася в приватній католицький школі.
У 18-річному віці Данай повернулася до Сполучених Штатів для навчання в Коледжі Макалестер (Macalester College, м. Сент-Пол, штат Міннесота), де вивчала соціальну психологію та отримала звання бакалавра психології (2001); потім здобула ступінь магістра витончених мистецтв у Школі мистецтв Тіша Нью-Йоркського університету (New York University's Tisch School of the Arts).
У співавторстві з Нікколе Сальтер (Nikkole Salter) написала п'єсу «У континуумі» (In the Continuum), яка йшла в чиказькому Театрі Гудмана (Goodman Theatre). За виконання головної ролі в цій п'єсі Данай Гуріра була номінована на премію Джозефа Джефферсона 2007 року (Joseph Jefferson Award for Actress).
У 2009 році в Єльському репертуарному театрі (Yale Repertory Theater) була поставлена п'єса Гуріри «Затемнення» (Eclipsed). В постановці брали участь акторка Одеперо Одуйя (провідна роль) та її дублерка, студентка Єльської драматичної школи Люпіта Ніонго. Обидві пізніше разом знялися у фільмі «12 років рабства» (2013), і Ніонго за виконання ролі рабині Патсі була нагороджена премією «Оскар». Коли в 2015 році п'єса знову була поставлена в нью-йоркському Публічному театрі (New York's Public Theater), Люпіта Ніонго вже грала в ньому головну роль.
Як драматургиня 2012 року Гуріра здобула нагороду Спілки театральних критиків Лос-Анджелеса (Los Angeles Drama Critics Circle Award) за п'єсу «Конвертер» (The Convert), яку поставила разом із колективами Театрального центру Маккартера (McCarter Theatre Center) та Театру Гудмана на сцені лос-анджелеського Театру Кірка Дугласа (Kirk Douglas Theatre).
У 2016 році Данай Гуріра номінована на Премію Антуанетти Перрі за театральну досконалість (премія «Тоні») за постановку п'єси «Затемнення» на Бродвеї в Нью-Йорку.
У 2016 році Гуріра була нагороджена кінопремією Академії наукової фантастики, фентезі і фільмів жахів (премія «Сатурн») — як найкраща акторка другого плану за роль Мішон у телесеріалі «Ходячі мерці».
У 2018 році Гуріра нагороджена такою ж премією «Сатурн» за роль генералки Окоє у фільмі «Чорна Пантера»
Співзасновниця (2011) та виконавча художня директор Almasi Arts Inc. — організації, яка підтримує мистецьку освіту в Зімбабве. Засновниця (2016) некомерційної організації Love Out Girls, яка висвітлює проблеми жінок у різних країнах.
Нині проживає в Лос-Анджелесі, штат Каліфорнія, та регулярно буває в Нью-Йорку.

## Фільмографія
| Рік       |    | Українська назва                 | Оригінальна назва                            | Роль                                                  |
| --------- | -- | -------------------------------- | -------------------------------------------- | ----------------------------------------------------- |
| 2022      | ф  | Чорна пантера: Ваканда назавжди  | Black Panther: Wakanda Forever               | Окоє (Okoye)                                          |
| 2021      | с  | Пандеміка (мінісеріал)           | Pandemica                                    | голос                                                 |
| 2021      | мс | А що як...?                      | What If...?                                  | Окоє                                                  |
| 2012—2020 | с  | Ходячі мерці                     | The Walking Dead                             | Мішон (Michonne), основна роль                        |
| 2019      | ф  | Месники: Завершення              | The Avengers: Endgame                        | Окоє (Okoye)                                          |
| 2018      | ф  | Месники: Війна нескінченності    | Avengers: Infinity War                       | Окоє (Okoye)                                          |
| 2018      | ф  | Чорна Пантера                    | Black Panther                                | Окоє (Okoye)                                          |
| 2017      | мс | Робоцип                          | Robot Chicken                                | Мішон (Michonne), голос, 1 епізод                     |
| 2017      | ф  | 2Pac: Легенда                    | All Eyez on Me                               | Афені Шакур (Afeni Shakur)                            |
| 2014      | мф | Феї і легенда загадкового звіра  | Tinker Bell and the Legend of the NeverBeast | Ф'юрі (Fury), голос                                   |
| 2013      | ф  | Мати Джорджа                     | Mother of George                             | Аденіке Балогун (Adenike Balogun)                     |
| 2011      | ф  | Неспокійне місто                 | Restless City                                | Сісі (Sisi)                                           |
| 2010—2011 | с  | Трем                             | Treme                                        | Джилл (Jill), 6 серій                                 |
| 2010      | ф  | Забери мою душу                  | My Soul to Take                              | Жанна-Батиста (Jeanne-Baptiste)                       |
| 2010      | с  | Теорія брехні                    | Lie to Me                                    | Мішель Руссо (Michelle Russo), 1 епізод               |
| 2010      | с  | Американський досвід             | American Experience                          | Сара Стюард (Sarah Steward), 1 епізод                 |
| 2010      | ф  | Три двори                        | 3 Backyards                                  | Жінка в блакитній сукні (Woman in Blue Dress)         |
| 2009      | с  | Закон і порядок                  | Law & Order                                  | Кортні Оуенс (Courtney Owens), 1 епізод               |
| 2009      | с  | Життя на Марсі                   | Life on Mars                                 | Анджела (Angela), 1 епізод                            |
| 2008      | ф  | Місто привидів                   | Ghost Town                                   | Відібраний привид (Assorted Ghost)                    |
| 2007      | ф  | Відвідувач                       | The Visitor                                  | Зайнаб                                                |
| 2004      | с  | Закон і порядок: Злочинні наміри | Law & Order: Criminal Intent                 | Марей Роза Румбідхай (Marei Rosa Rumbidzai), 1 епізод |